# Житловий будинок братів баронів Васильків-Серетських

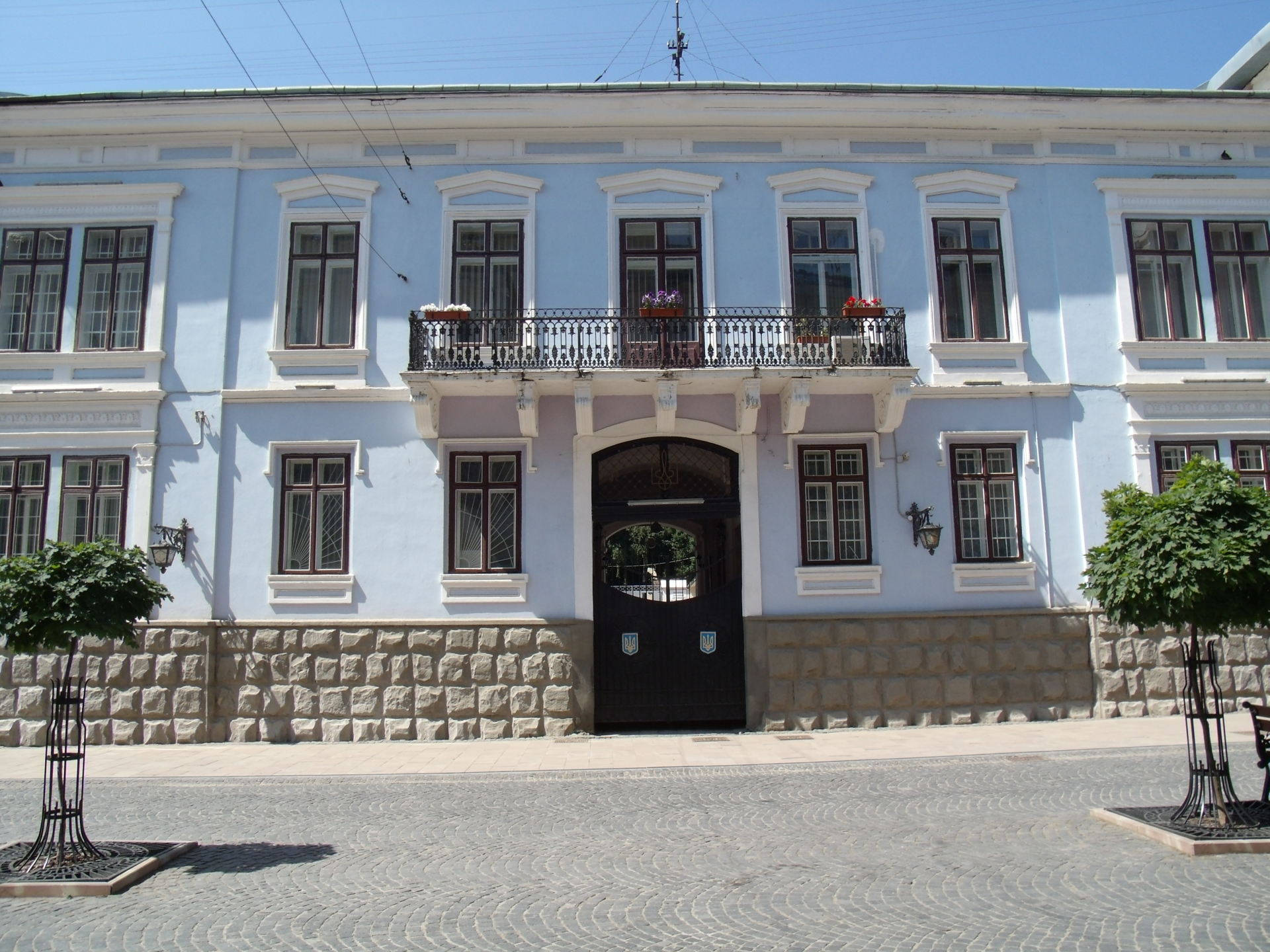
Житловий будинок братів баронів Васильків-Серетських (2011)

Житлови́й буди́нок браті́в баро́нів Васи́льків-Сере́тських — історична будівля, розташована на колишній Панській вулиці (Herrengasse), 34, нині — вулиця Ольги Кобилянської у Чернівцях. Колишня резиденція знатного роду Василько-Серетських. Будівля є пам'яткою архітектури місцевого значення.

## Історія
Панська вулиця в Чернівцях, як свідчить її назва, була представницькою вулицею з міськими будинками аристократії та вищих верств суспільства. Будинок був зведений у 1886 році як житлова резиденція для братів баронів Василько-Серетських. Він залишався у власності родини до періоду після Другої світової війни.

## Архітектура
Будівля має два поверхи. Її архітектура характеризується простотою та стриманістю, що було свідомим вибором власника, графа Василька, який не любив архітектурних прикрас.
Над головним входом у центрі будівлі розташований балкон, що охоплює три віконні осі, з чавунною огорожею. Загалом на кожному поверсі з боку вулиці розміщено по вісім вікон. Дизайн витриманий у класичному стилі. Протягом часу колір фасаду змінювався з жовтого на синій, з декоративними елементами, виділеними білим кольором.
Брама веде у внутрішній двір із садом. Сусідня будівля № 32 також належала до маєтку і теж перебуває під охороною як пам'ятка.

## Сучасний стан
Сьогодні будинок зберігся та продовжує використовуватися за своїм призначенням. Він є однією з визначних пам'яток архітектури міста та привертає увагу туристів і місцевих мешканців, будучи важливою частиною історичної забудови та культурної спадщини регіону.